# La Soledad Tepehuaxtitla
La Soledad Tepehuaxtitla är en ort i Mexiko.   Den ligger i kommunen San Diego la Mesa Tochimiltzingo och delstaten Puebla, i den sydöstra delen av landet, 110 km sydost om huvudstaden Mexico City. La Soledad Tepehuaxtitla ligger 1 801 meter över havet och antalet invånare är 158.
Terrängen runt La Soledad Tepehuaxtitla är kuperad. Runt La Soledad Tepehuaxtitla är det ganska glesbefolkat, med 24 invånare per kvadratkilometer. Närmaste större samhälle är Atlixco, 17,4 km nordväst om La Soledad Tepehuaxtitla. I omgivningarna runt La Soledad Tepehuaxtitla växer huvudsakligen savannskog.